# リベレツ
リベレツ（チェコ語: Liberec [ˈlɪbɛrɛts] ( 音声ファイル)）は、チェコ・リベレツ州の州都でナイセ川の河畔に位置する都市である。ドイツ語ではライヒェンベルク（ドイツ語: Reichenberg [ˈʁaɪçn̩bɛʁk]）と称される。周囲はイェシュテド山をはじめ山地に囲まれている。人口は103,737人を有し、チェコでは6番目に大きな都市である。
かつて、14世紀からドイツ人やフランドル人などの移住民によって繊維工業が発達し、「ボヘミアのマンチェスター」と称された。現在では、ほとんどのチェコ人にとっては巨大な娯楽施設とショッピングセンターであるバビロンセンターがリベレツを第一に想起させる存在となっている。

## 歴史
リベレツが最初に文献に登場するのは1348年からで、1622年から1634年までアルブレヒト・フォン・ヴァレンシュタインの所有地の一部であった。彼の死後、ギャラス (Gallas) 、クラムギャラス (Clam Gallas) 公が所有した。1579年に織物工業が導入された。繁栄した地場産業は、30年戦争や1680年代の大疫病により中断を余儀なくされた。七年戦争の期間中であった1757年にハプスブルク君主国とプロイセン王国との間でライヒェンベルクの戦いが起こっている。
かつてボヘミア第2の都市であったリベレツは、19世紀に急速に開発が進み、その結果市庁舎やオペラハウス、博物館などの19世紀後半の壮観で重要な建築物が残っている。近郊の丘の上からは美しい街並みを望むことが出来る。
第一次世界大戦後、大多数のドイツ人たちはズデーテン地方がチェコスロバキアに併合されることを、ウッドロウ・ウィルソンが唱えた十四か条の平和原則の民族自決を引用し拒否した。短期間、ライヒェンベルクを首都とするスデーテン独立国が形作られたが、チェコスロバキア軍が侵攻し、後にチェコスロバキアに統合された。1930年代、リベレツは後のナチズムにつながる汎ゲルマン主義の中心地となる。1938年のミュンヘン会談によってナチス・ドイツの中のズデーテンガウ (Sudetengau) の首都となった。第二次世界大戦後はドイツ人は国外追放されることになり、チェコ人が再定住する。

### 名称の変化
- 1352年 Reychinberch
- 1369年 Reychmberg
- 1385年-1399年 Reichenberg
- 1410年 Rychmberg
- 1545年 Rychberk
- 1592年 Lychberk
- 1634年 Libercum
- 1790年 Reichenberg, Liberk, Habersdorf
- 1834年 Reichenberg, Liberk
- 1845年 Reichenberg, Liberec

## 気候
| リベレツ（1991年 - 2020年）の気候 | リベレツ（1991年 - 2020年）の気候 | リベレツ（1991年 - 2020年）の気候 | リベレツ（1991年 - 2020年）の気候 | リベレツ（1991年 - 2020年）の気候 | リベレツ（1991年 - 2020年）の気候 | リベレツ（1991年 - 2020年）の気候 | リベレツ（1991年 - 2020年）の気候 | リベレツ（1991年 - 2020年）の気候 | リベレツ（1991年 - 2020年）の気候 | リベレツ（1991年 - 2020年）の気候 | リベレツ（1991年 - 2020年）の気候 | リベレツ（1991年 - 2020年）の気候 | リベレツ（1991年 - 2020年）の気候 |
| 月                                | 1月                               | 2月                               | 3月                               | 4月                               | 5月                               | 6月                               | 7月                               | 8月                               | 9月                               | 10月                              | 11月                              | 12月                              | 年                                |
| --------------------------------- | --------------------------------- | --------------------------------- | --------------------------------- | --------------------------------- | --------------------------------- | --------------------------------- | --------------------------------- | --------------------------------- | --------------------------------- | --------------------------------- | --------------------------------- | --------------------------------- | --------------------------------- |
| 最高気温記録 °C （°F）            | 14.3 (57.7)                       | 17.1 (62.8)                       | 21.4 (70.5)                       | 27.3 (81.1)                       | 30.2 (86.4)                       | 34.4 (93.9)                       | 36.2 (97.2)                       | 35.9 (96.6)                       | 31.6 (88.9)                       | 25.4 (77.7)                       | 19.1 (66.4)                       | 13.2 (55.8)                       | 36.2 (97.2)                       |
| 平均最高気温 °C （°F）            | 1.1 (34)                          | 2.9 (37.2)                        | 7.4 (45.3)                        | 13.8 (56.8)                       | 18.2 (64.8)                       | 21.5 (70.7)                       | 23.7 (74.7)                       | 23.5 (74.3)                       | 18.3 (64.9)                       | 12.4 (54.3)                       | 6.2 (43.2)                        | 1.9 (35.4)                        | 12.58 (54.63)                     |
| 日平均気温 °C （°F）              | −1.1 (30)                         | −0.1 (31.8)                       | 3.4 (38.1)                        | 8.4 (47.1)                        | 12.6 (54.7)                       | 16.0 (60.8)                       | 17.9 (64.2)                       | 17.8 (64)                         | 13.5 (56.3)                       | 8.9 (48)                          | 3.9 (39)                          | 0.0 (32)                          | 8.43 (47.17)                      |
| 平均最低気温 °C （°F）            | −3.1 (26.4)                       | −2.9 (26.8)                       | −0.4 (31.3)                       | 3.1 (37.6)                        | 7.2 (45)                          | 10.5 (50.9)                       | 12.3 (54.1)                       | 12.2 (54)                         | 8.8 (47.8)                        | 5.5 (41.9)                        | 1.9 (35.4)                        | −1.8 (28.8)                       | 4.44 (40)                         |
| 最低気温記録 °C （°F）            | −23.8 (−10.8)                     | −24.4 (−11.9)                     | −17.3 (0.9)                       | −11.1 (12)                        | −4.0 (24.8)                       | −0.4 (31.3)                       | 1.6 (34.9)                        | 2.0 (35.6)                        | −2.4 (27.7)                       | −8.8 (16.2)                       | −16.7 (1.9)                       | −23.1 (−9.6)                      | −24.4 (−11.9)                     |
| 降水量 mm （inch）                | 65.0 (2.559)                      | 57.2 (2.252)                      | 64.8 (2.551)                      | 41.4 (1.63)                       | 75.3 (2.965)                      | 89.3 (3.516)                      | 99.1 (3.902)                      | 95.9 (3.776)                      | 71.2 (2.803)                      | 59.2 (2.331)                      | 58.6 (2.307)                      | 66.5 (2.618)                      | 843.5 (33.21)                     |
| 平均降水日数 （≥1 mm）            | 13.2                              | 11.2                              | 12.7                              | 8.8                               | 11.1                              | 11.2                              | 11.7                              | 10.6                              | 10.0                              | 10.2                              | 11.7                              | 12.7                              | 134.1                             |
| 出典：infoclimat.fr               |                                   |                                   |                                   |                                   |                                   |                                   |                                   |                                   |                                   |                                   |                                   |                                   |                                   |

| 平均気温の推移                                                 |                                                                |
| -------------------------------------------------------------- | -------------------------------------------------------------- |
| 現在、技術上の問題で一時的にグラフが表示されなくなっています。 |                                                                |
|                                                                | 現在、技術上の問題で一時的にグラフが表示されなくなっています。 |

|  | 現在、技術上の問題で一時的にグラフが表示されなくなっています。 |

|  | 現在、技術上の問題で一時的にグラフが表示されなくなっています。 |

|  | 現在、技術上の問題で一時的にグラフが表示されなくなっています。 |

|  | 現在、技術上の問題で一時的にグラフが表示されなくなっています。 |

|  | 現在、技術上の問題で一時的にグラフが表示されなくなっています。 |

|  | 現在、技術上の問題で一時的にグラフが表示されなくなっています。 |

|  | 現在、技術上の問題で一時的にグラフが表示されなくなっています。 |

|  | 現在、技術上の問題で一時的にグラフが表示されなくなっています。 |

|  | 現在、技術上の問題で一時的にグラフが表示されなくなっています。 |

|  | 現在、技術上の問題で一時的にグラフが表示されなくなっています。 |

|  | 現在、技術上の問題で一時的にグラフが表示されなくなっています。 |

|  | 現在、技術上の問題で一時的にグラフが表示されなくなっています。 |

|  | 現在、技術上の問題で一時的にグラフが表示されなくなっています。 |

|  | 現在、技術上の問題で一時的にグラフが表示されなくなっています。 |

|  | 現在、技術上の問題で一時的にグラフが表示されなくなっています。 |

|  | 現在、技術上の問題で一時的にグラフが表示されなくなっています。 |

## 教育・学術
- リベレツ工科大学 (Technická Univerzita v Liberci) - 1953年に技術短期大学として設立され、1995年に大学の地位を得る。5000人の学生を有し、医療工学、繊維工学、建築学、メカトロニクス、演劇、経済学の6つの学部がある。
- 地域科学図書館 (Krajská vědecká knihovna) - 2000年に完成した公共科学図書館。
- 北ボヘミア博物館 (Severočeské muzeum) - 1873年の建築で、古くて重要な自然科学、芸術、技術のチェコ共和国の博物館。

## 観光
- リベレツ動物園 - 1919年にチェコスロバキア初の動物園として開園し、143種が飼育されている。
- リベレツ植物園 - 1876年に設立され、3000㎡を有する。

## 交通

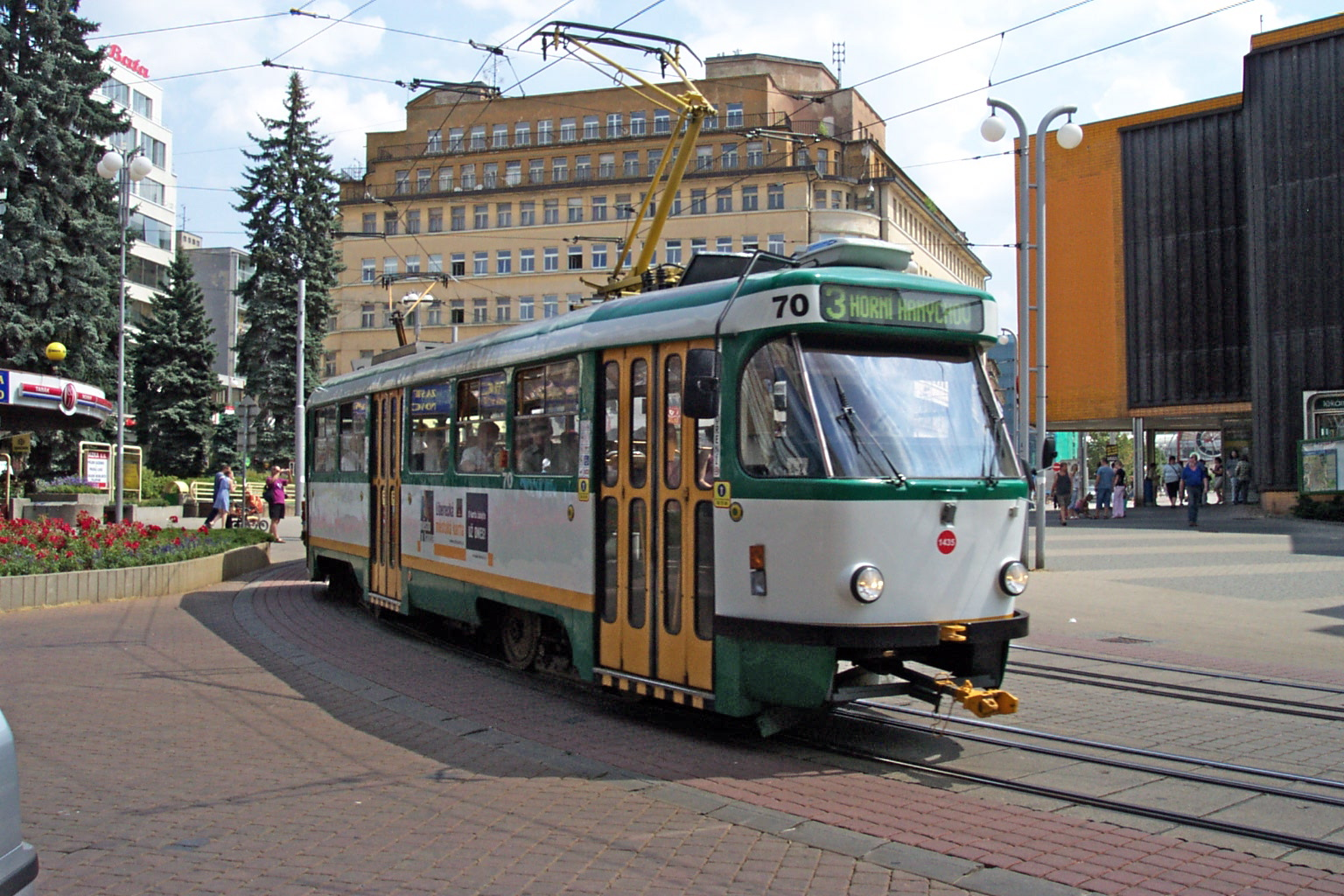
リベレツのトラム

- オロモウツ方面へ伸びる高速道路R35号線が通る。
- 12km離れた近隣都市であるヤブロネツ・ナド・ニソウとはトラムによって結ばれている（リベレツ市電）。

## スポーツ
- HETリガのクラブチームFCスロヴァン・リベレツの本拠地。
- 2009年ノルディックスキー世界選手権の開催都市。

## ゆかりの人物
- フェルディナント・ポルシェ - 自動車エンジニア
- マルティン・ダム - テニス選手
- クリストフ・デマンティウス - 音楽家
- フリードリヒ・カール・ギンツェル - 天文学者
- コンラート・ヘンライン - ナチス・ドイツの政治家
- オトフリート・プロイスラー - 児童文学者
- ヤン・クフタ - サッカー選手

## 姉妹都市
- オランダ、アメルスフォールト
- フランス、アミアン
- ドイツ、アウクスブルク
- イスラエル、ナハリヤ
- スイス、ザンクト・ガレン
- ドイツ、ツィッタウ